# دوري الدرجة الثانية الإماراتي
دوري الدرجة الثانية الإماراتي هو المستوى الثالث من مسابقة دوري كرة القدم في دولة الإمارات العربية المتحدة ، ويتم تنظيم الدوري من قبل اتحاد الإمارات لكرة القدم للأندية والجامعات الممولة من القطاع الخاص مع فرق الهواة. تأسست الرابطة في عام 2019 .
يضم الدوري 10 فرق يلعب كل منها مرتين بما مجموعه 18 مباراة لكل منهما .

## الفرق المشاركة
- الحزم
- الفلاح
- الموج
- الهلال يونايتد
- دبي سيتي
- دبي يونايتد
- ريجينال
- سبورت سابورت
- كلية الدار
- كواترو